# مشاع اتحاد
مشاع اتحاد یا موتور ابرسانی اتحاد روستایی در دهستان ارسک بخش ارسک شهرستان بشرویه استان خراسان جنوبی ایران است.

## جمعیت
بر پایه سرشماری عمومی نفوس و مسکن در سال ۱۳۹۵ جمعیت این روستا ۲۹ نفر (۱۹خانوار) بوده‌است.